# Iwama-ryū
Iwama-ryū, qui signifie en japonais « école d'Iwama », est le terme généralement employé pour désigner le style d'aïkido enseigné par Morihiro Saitō. Il est parfois également appelé "Takemusu aïkido", bien que ce dernier terme désigne en réalité un niveau de pratique tel que les techniques sont exécutées naturellement, en une infinité de variantes parfaitement adaptées à la situation.
Morihiro Saitō fut un proche disciple du fondateur de l'aïkido, Morihei Ueshiba. Il pratiqua quotidiennement sous la direction de ce dernier pendant plus de vingt-quatre ans, en tant qu'élève « interne » (uchi deshi).
Quatre caractéristiques distinguent le style iwama-ryū :
- l'importance accordée à la pratique des armes ;
- un nombre de techniques particulièrement important comprenant de nombreuses variantes ;
- l'importance accordée au travail lent et formes de base (forme Kihon) ;
- le réalisme martial.

Le style iwama-ryū a en revanche la réputation d’être moins adapté aux aspirations modernes, en partie à cause de la pédagogie axée sur le travail répétitif d'exercices de base mais également à cause de sa réputation de style « dur ». (Cette école se veut attachée à un certain réalisme martial et la pratique peut y être parfois assez rude, le partenaire devant faire preuve de puissance et de détermination.) 
Deux ans après la mort de Morihiro Saitō, son fils, Hitohiro Saitō, a décidé de quitter le dojo du fondateur à Iwama, ainsi que la fédération Aikikai. Il a ainsi créé sa propre association sous le nom d'Iwama Shin Shin Aiki Shurenkai, association rassemblant maintenant la grande majorité des élèves du style d'Iwama.

## Histoire
Jusqu'en 2004, les diverses écoles iwama-ryū formaient un réseau informel d'écoles d'aïkido pratiquant l'aikido de Maître Saitō, lequel distribuait des propres grades dan (dan iwama-ryū) en même temps que les dan de l'Aikikai. Les dan iwama-ryū comportaient des examens spécifiques pour les armes de l'aikido.
Le plus haut niveau iwama-ryū décerné est le 7e dan donné à Paolo Corallini et Ulf Evenås. Ils ont également tous deux reçus le titre honorifique de shihan iwama-ryū, avec le droit d'attribuer des dan iwama-ryū. Les meilleurs instructeurs ayant reçu le 6e dan sont : Philippe Voarino, Tony Sargeant, Jean Marc Serio, Daniel Toutain, David Alexander, et Wolfgang Baumgartner.
En 1990 Saitō Morihiro Sensei, lors d'un séminaire à Turin, déclara publiquement que Paolo Corallini sera le seul à être autorisé à conduire des examens iwama-ryū (directement ou par délégation). Il ajouta que lorsqu'il ne serait pas en Europe, seul Paolo Corallini pourra se substituer à lui pour la remise des dan iwama-ryū. Plus tard, d'autres instructeurs recevront une délégation de Saitō Sensei (tel Philippe Voarino) et de Paolo Corallini pour la conduite d'examens dans leur pays respectif. C'est le cas de Daniel Toutain et de Jean-Marc Serio pour la France.
Depuis le décès de Morihiro Saitō, ses élèves et son fils se sont éloignés progressivement de la philosophie initiale d'iwama-ryū qui aurait presque pu en faire une koryū : garder cette école dans son aspect initial.

## L'apport de Morihiro Saitō
Morihiro insista tout au long de sa vie sur le fait qu'il n'avait rien apporté de personnel à l'aïkido qu'il enseignait mais qu’il ne faisait que transmettre ce que le fondateur lui avait lui-même transmis. La contribution de Morihiro Saitō à l'aïkido du fondateur ne fut donc pas d'ordre technique mais pédagogique.
Morihiro Saitō fit un grand travail de classification et de décomposition des techniques afin d'en faciliter l'apprentissage. Ceci est particulièrement vrai pour la pratique des armes, pratique qui ne fut transmise qu'à un nombre restreint d'élèves, et dans un apprentissage de personne à personne. Morihiro Saitō fixa donc un programme permettant l'enseignement des armes de l'aïkido à des groupes entiers d'élèves, programme faisant encore référence aujourd’hui.

## Les armes
Le fondateur de l'aïkido se consacra à l'étude des armes lors de sa retraite dans le petit village d'Iwama. Son entraînement aux armes avait lieu tous les matins. Aussi, fort peu d'élèves eurent la chance de les étudier sous sa direction. Ceci explique la faible importance accordée à la pratique des armes dans beaucoup de styles d'aïkido. D'autres, comme celui d'Iwama, accorde au contraire à cette pratique une importance égale à celle à mains nues.

## Le travail des bases
Le travail lent des techniques de bases (forme Kihon) a une grande importance dans la pratique d'Iwama. Dans ce type de travail, le pratiquant (uke) porte des coups réalistes, se laisse saisir sans complaisance , et s'assure de la précision dans l'exécution de la technique par son partenaire (nage, tori), tout en s'adaptant à son niveau. Ce type de pratique a deux objectifs : 
- préparer le pratiquant à la puissance et la détermination d'une attaque réelle ;
- assurer l'assimilation de tous les détails.

Ces détails garantissent, selon les uns, une bonne circulation de l'énergie (le Ki), selon les autres l'optimisation des règles de mécaniques (leviers, pivots, déséquilibre), et donnent l'efficacité à la technique.
La vitesse doit alors venir naturellement à un niveau de pratique plus avancé, en même temps qu'une certaine simultanéité (forme Awasé).
Elle débouche à très haut niveau sur la forme Takemusu, où la technique devient naturelle et libre.

## Caractéristiques techniques
L'aïkido d'iwama possède un grand nombre de techniques kokyu nage (projections, du Ki, de l'adversaire), ce qui lui donne un répertoire technique plus vaste que la plupart des autres écoles d'aïkido. L'accent est également mis sur l'utilisation d'atemis dans les techniques dans un but d'efficacité et de distraction de l'adversaire.
Plusieurs techniques, principalement shomen uchi, commence avec nage (aussi appelé tori, c'est-à-dire celui qui effectue la technique) initiant un atemi (coup, ici avec le tranchant de la main sur le sommet du crâne) à uke (celui qui subit la technique). Une raison majeure de cet atemi est tout simplement le fait que si tori ne le donne pas en premier, uke aura souvent l'occasion de le faire, et donc de potentiellement faire échouer la technique. Ceci est un point commun avec l'école Yoshinkan et l'enseignement de Michio Hikitsuchi, mais à l'opposé de la façon dont est enseigné l'aïkido par la plupart des écoles. Elles le proscrive en raison de sa nature violente : l'Aikido étant un art martial de défense, sur des principes proches de la non violence. Le mouvement est ici davantage une feinte, une ouverture, Une fois cette variation maîtrisée, les étudiants peuvent également pratiquer  avec uke frappant tori, ce dernier initiant le contre.
Les pratiquants uke iwama-ryū parent habituellement l'atemi porté par tori, ce qui n'est pas forcément le cas des autres écoles d'aïkido.
La pratique des armes, Jo, tanto, boken, se traduit dans la pratique à main nue où l'on retrouve les déplacements et les postures : la technique au boken est souvent éxécutée pour montrer la logique d'une technique à main nue, en particulier par Saito sensei lors des stages qu'il a donné en France.

### Buki-waza
Les formes de sabre iwama-ryū semblent descendre des techniques de Kashima Shinto-ryu. En particulier les deux premiers kumitachi sont pratiquement identiques aux formes Kashima Shinto-ryu.

### Suwari-waza
Suwari-waza (techniques à genoux) commencent toujours en position seiza alors que dans la plupart des autres écoles, les pratiquants commencent les techniques en position kiza.

## Liens infos
- Interview de Philippe Voarnio par Aïkidoka Magazine.
- « Interviews de Daniel Toutain »(Archive.org • Wikiwix • Archive.is • Google • Que faire ?) sur Aïkidoka Magazine.
- « Interviews de Patricia Guerri »(Archive.org • Wikiwix • Archive.is • Google • Que faire ?) sur Aïkidoka Magazine.